# Rioja (gmina)
Rioja – gmina w Hiszpanii, w prowincji Almería, w Andaluzji, o powierzchni 36,4 km². W 2011 roku gmina liczyła 1355 mieszkańców.